# Río Blanco (Longaví)
El río Blanco es un curso natural de agua que nace en el Nevado de Longaví, en la cordillera de los Andes en la Región del Maule, y fluye con dirección general poniente hasta desembocar en el río Longaví.

## Trayecto
El río Blanco nace en el nevado de Longaví, en la cordillera de los Andes en la Región del Maule, y desemboca en el río Longaví, no lejos del embalse Bullileo hacia el oeste.

## Historia
Francisco Solano Asta-Buruaga y Cienfuegos escribió en 1899 en su obra póstuma Diccionario Geográfico de la República de Chile sobre el río:
Blanco (Rio).-—Afluente corto del río Longaví hacia sus cabeceras; véase riachuelo de los Chacayes.
Luis Risopatrón escribió en 1924 en su obra Diccionario Jeográfico de Chile sobre el río:: 195 
Blanco (Rio) 36° 15' 71° 15'. Nace en las faldas W del nevado de Longaví, corre hacia el SW, serpentea entre bosques,.se junta con el de Los Chacayes i se vacia en la márjen E del curso superior del rio Longaví. 62, I, p. 301; 85, p. 33; 120, p. 263; i 155, p. 75, 214 i 662.